# Guerre sous-marine dans les campagnes de la mer Noire (1944)
Front de l'Est (Seconde Guerre mondiale)
Batailles
- Constanța
- 26 juin 1941
- 9 juillet 1941
- München
- Odessa
- Crimée (1941)
- 6 décembre 1941
- Jibrieni
- Cap Burnas
- Kertch-Eltigen
- Crimée (1944)

- Raids soviétiques de surface
- Opérations navales roumaines

Campagnes sous-marines
- 1941
- 1942
- 1943
- 1944

La guerre sous-marine dans les campagnes de la mer Noire  pendant la Seconde Guerre mondiale en 1944 impliquait principalement des engagements entre des sous-marins soviétiques de la flotte de la mer Noire attaquant des navires marchands de l'Axe défendus par des navires de guerre roumains et allemands, ainsi que des sous-marins allemands attaquant des convois marchands soviétiques. Avant la fin de la campagne, la Roumanie a rejoint les Alliés après le Coup d'État de 1944 en Roumanie. Ces engagements faisaient partie des campagnes navales de la mer Noire entre l'Axe et les forces navales soviétiques.

## Contexte

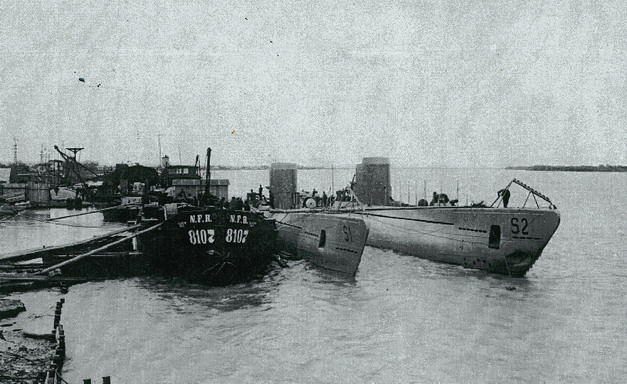
NMS Marsuinul et Rechinul

Comme lors de la campagne de 1941, de la campagne de 1942 et de la campagne suivante, la marine soviétique a envoyé des sous-marins contre les lignes de ravitaillement de l'Axe le long de la côte ouest de la mer Noire : au début de l'année cependant, la marine soviétique ne possédait plus que 16 sous-marins opérationnels. Les sous-marins allemands de la 30. Unterseebootsflottille opéraient sur les sites orientaux de la mer Noire, attaquant des cibles soviétiques. La marine militaire roumaine a utilisé les sous-marins nouvellement construits NMS Marsuinul et NMS Rechinul, mais sans succès. Il a également hérité de cinq sous-marins de poche de classe CB laissés par l'Italie, mais seulement deux d'entre eux étaient utilisables en juillet 1944 et n'ont pas été utilisés dans une action offensive.

## Engagements
- Le 16 janvier, le U-20 a torpillé et coulé le pétrolier soviétique Vaijan Kutur'e[1] au large du cap Anakria. Après la guerre, le pétrolier a été renfloué le 6 octobre 1945, pour ne revenir en service qu'en 1954 jusqu'en 1975.
- Le 17 janvier, le sous-marin soviétique L-23[2] a été coulé par le chasseur de sous-marin allemand UJ-106.

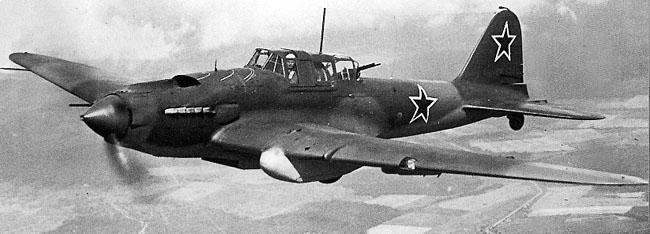
Iliouchine Il-2

- Le 17 février, le sous-marin soviétique ShCh-216[3] a été coulé par les chasseurs de sous-marins allemands UJ-103 et UJ-106.
- Le 31 mars, le sous-marin allemand U-9 a été attaqué dans le port de Théodosie par 18 avions d'attaque Iliouchine Il-2, ayant subi des dommages causés par des tirs de mitraillage et des explosions de bombes. Le commandant du sous-marin a utilisé lui-même le canon anti-aérien de 20 mm et a été blessé dans le processus. Deux avions ont été déclarés touchés par des artilleurs.
- Le 5 avril, le sous-marin allemand U-23 a été attaqué par deux patrouilleurs soviétiques. Les Allemands auraient coulé l'un des attaquants lors de la bataille de surface qui a suivi, mais le patrouilleur SKA-099[4] n'a été qu'endommagé.

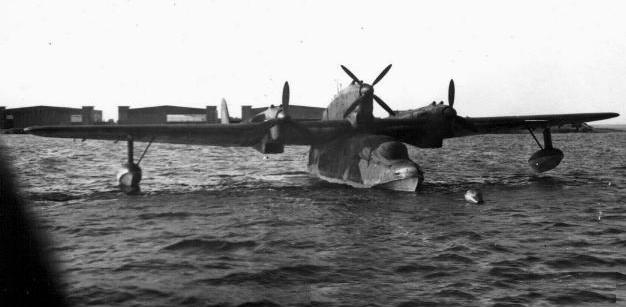
Hydravion BV 138

- Le 7 avril, la barge soviétique Rion[5] a coulé à cause d'une mine posée par le sous-marin allemand U-20 au large de Poti le 27 février.
- Le 18 avril, le sous-marin soviétique L-6[6] a été coulé par des escortes de convois après une attaque ratée contre le marchand roumain Alba Julia. Des sources roumaines affirment que le sous-marin a été coulé par la canonnière roumaine NMS Sublocotenent Ghiculescu aidé par le chasseur de sous-marin allemand UJ-104, tandis que d'autres sources indiquent le navire allemand comme seul responsable du naufrage.
- Le 25 avril, le sous-marin allemand U-18 a subi une attaque de tir ami d'un hydravion allemand BV-138, subissant des dommages mineurs.
- Le 11 mai, le sous-marin allemand U-9 a subi des dommages mineurs en raison des charges sous-marines d'un navire d'escorte soviétique au large de Yalta. Le même jour, le sous-marin a attaqué un convoi soviétique, marquant un coup de torpille sur le torpilleur soviétique Shtorm (en). Ce dernier n'a pas été coulé mais endommagé et a dû être remorqué au port. Le même jour, le sous-marin soviétique L-4[7] a torpillé et endommagé le pétrolier allemand Friederike au large de Constanța.

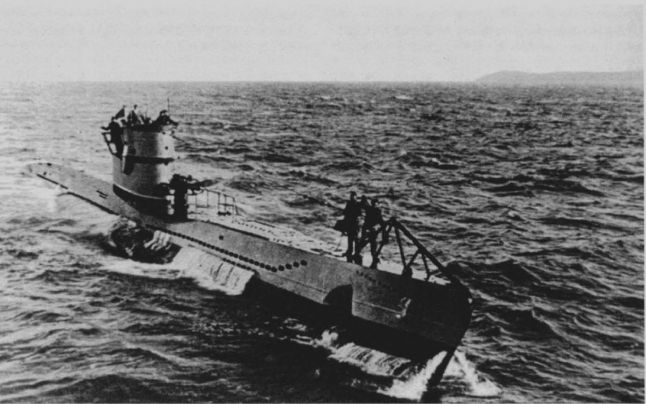
NMS Marsuinul

- Entre le 11 et le 12 mai, le sous-marin roumain NMS Marsuinul[8] a subi d'importantes attaques de tir ami des forces anti-sous-marines allemandes et croates, avant de se diriger vers les eaux soviétiques pour tenter d'attaquer le trafic maritime. Tout en ne subissant aucun dommage, de multiples attaques soviétiques avec des charges profondes et des avions ont forcé le sous-marin à revenir sans aucune action offensive.
- Le 12 mai, le sous-marin allemand U-24 a torpillé et coulé le patrouilleur soviétique SKA-0367[9] au large de Poti. Le même jour, le sous-marin soviétique A-4 a terminé avec une torpille le transport allemand déjà endommagé (par attaque aérienne) allemand Geiserich au sud-ouest de la Crimée.
- Le 27 mai, le sous-marin allemand U-24 a mené une bataille de surface avec deux patrouilleurs soviétiques au large de Poti, faisant 1 homme tué et deux blessés.
- Le 29 mai, le sous-marin allemand U-23 a torpillé et coulé le remorqueur soviétique Smelyj[10] au large de Babushery.

- Le 19 juin, le sous-marin allemand U-20 a torpillé et coulé le navire à passagers soviétique non escorté Pestel[11]. Les Soviétiques ont affirmé que le navire avait été coulé dans les eaux territoriales de la Turquie alors que l'escorte attendait de la rencontrer.
- Le 27 juin, le sous-marin allemand U-20 a coulé la péniche de débarquement soviétique DB-26[12] avec des coups de feu et des charges de démolition.

Le même jour, le sous-marin roumain NMS Rechinul a subi des dommages mineurs après que des charges en profondeur ont été lancées par des chasseurs de sous-marins soviétiques. D'autres attaques au cours de cette deuxième (et dernière) mission du sous-marin n'ont causé aucun dégât mais l'ont empêchée de remporter des victoires. 
- Le 27 juin, le sous-marin allemand U-19 a torpillé et coulé la barge soviétique Barzha[14] (environ 1 000 tonnes) au large de Tuapse. La barge était vide et remorquée le long d'un autre par le remorqueur soviétique Verzhilov sous l'escorte de patrouilleurs et de bateaux volants.

- Le 20 juillet, le sous-marin soviétique ShCh-209[15] a coulé au canon le voilier turc Semsi Bahri  dans le Bosphore.
- Le 5 août, le sous-marin soviétique ShCh-215 (en) a coulé le navire de réfugiés MV Mefküre au canon et  torpilles, tuant 305 réfugiés juifs. Il n'y avait que 11 survivants. Le navire faisait partie d'un convoi escorté et les Soviétiques pensaient qu'il transportait des soldats.
- Le 20 août, des avions soviétiques ont effectué un grand raid à l'intérieur du port de Constanta, coulant U-9 et endommageant lourdement les U-18 et U-24 : tous deux n'ont pas pu naviguer en raison des dommages et ont été sabordés pour empêcher la capture lorsque la Roumanie a rejoint les Alliés.
- Le 24 août, le sous-marin soviétique ShCh-215[16] a torpillé et coulé le voilier bulgare Vita au large du cap Éminé.

## Engagements après que la Roumanie a rejoint les Alliés
- Le 1er septembre, le sous-marin allemand U-23 a tiré trois torpilles dans le port de Constanta. Alors qu'un destroyer roumain a été déclaré touché, en réalité, le seul dommage a été subi par le pétrolier roumain Oituz[17], qui a coulé à ses amarres. Le navire a été renfloué par la suite et a déclaré une perte totale.
- Le 2 septembre, le dragueur de mines soviétique de classe Fugas (en) T-410 Vzryv naviguait aux côtés du NMS Amiral Murgescu au large de Constanta lorsqu'il a été torpillé et coulé par le sous-marin allemand U-19, étant le dernier navire soviétique coulé par un U-boot en mer Noire. Les Soviétiques ont accusé la marine roumaine (alors alliée) de complicité avec l'ennemi parce que le mouilleur de mines roumain  BTSC-410 Vzryv [18] n'a pas été attaqué. Cela a ensuite été cité pour justifier la saisie de la flotte roumaine.
- Le 11 septembre, après avoir manqué de carburant et sans port ouvert à eux, les équipages des U-19, U-20 et U-23 ont sabordé leurs bateaux au large de la Turquie, mettant fin à la présence navale allemande en mer Noire.

## Résultat
Les capacités anti-sous-marines allemandes en 1944 neutralisèrent efficacement la menace des sous-marins soviétiques en mer Noire. D'autre part, une combinaison d'actions anti-sous-marines soviétiques lourdes a empêché les 2 sous-marins roumains nouvellement construits d'atteindre des succès, tandis que la 30e flottille de sous-marins a été effectivement éliminée par l'effet combiné d'un raid aérien sur Constanța le 20 août et le coup d'État du roi Michel Ier suivant (annulant les U-boot survivants d'un port sûr et forçant leur sabordage).

### Articles externes
- (ru) Flotte de la mer Noire
- (en) Romanian Armed Forces in the Second World War